# Fiat Linea
Fiat Linea er en personbilsmodel fra den italienske bilfabrikant Fiat, som er udviklet i samarbejde med den tyrkiske bilfabrikant Tofaş.
Med en længde på 4,56 meter har Linea mål som en sedan i den lille mellemklasse, men er baseret på en forlænget platform fra minibilen Grande Punto. Motorudvalget med effekt op til 88 kW (120 hk) og brugen af tromlebremser bagtil henviser til slægtskabet med en minibil. I denne hensigt minder den også om Dacia Logan.
Den 4-dørs sedan blev præsenteret på Istanbul Motor Show i november 2006 og bygges i Bursa i Tyrkiet. Designet er udført i Centro Stile Fiat, orienterer sig mod Grande Punto og gav i sin tid en forsmag på designet af den nye Fiat Bravo.
Bilen som findes i 3 udstyrsvarianter, Active (basisudstyr), Dynamic og Emotion har som standardudstyr ABS, 4 airbags, centrallåsesystem og kørecomputer. I de to dyrere udstyrsvarianter er der desuden hovedairbags, tågeforlygter, klimaanlæg og Blue&Me-kommunikationssystem med stemmestyring og USB-tilslutning.
Derudover kan der mod merpris tilvælges parkeringshjælp, regnsensor, 17" letmetalfælge og læderindtræk. ESP findes kun til dieselmotorerne og kun mod merpris. Udover 5 siddepladser har Fiat Linea et bagagerum med et rumfang på 500 til 1.175 liter.

## Motorer
Ved introduktionen i juli 2007 kunne Linea fås med en 1,4-liters benzinmotor og en 1,3-liters dieselmotor med commonrail-indsprøjtning, begge med 5-trins manuel gearkasse. I efteråret fulgte 1,4-liters T-Jet-turbomotoren og den semiautomatiske gearkasse Dualogic, og i 2009 fulgte den større dieselmotor på 1,6 liter.
| Model         | Cylindre | Ventiler | Slagvolume cm³ | Max. effekt kW (hk) / omdr. | Max. drejningsmoment Nm / omdr. | Motorkode | 0-100 km/t sek. | Topfart km/t | Byggeår |
| ------------- | -------- | -------- | -------------- | --------------------------- | ------------------------------- | --------- | --------------- | ------------ | ------- |
| Benzinmotorer |          |          |                |                             |                                 |           |                 |              |         |
| 1.4           | 4        | 8        | 1368           | 57 (77) / 6000              | 115 / 3000                      | 350A1000  | 14,6            | 165          | 2007 −  |
| 1.4 T-Jet     | 4        | 16       | 1368           | 88 (120) / 5000             | 206 / 1750                      | 198A4000  | 9,2             | 195          | 2007 −  |
| Dieselmotorer |          |          |                |                             |                                 |           |                 |              |         |
| 1.3 Multijet  | 4        | 16       | 1248           | 66 (90) / 4000              | 200 / 1750                      | 199A3000  | 13,8            | 170          | 2007 −  |
| 1.6 Multijet  | 4        | 16       | 1598           | 77 (105) / 4000             | 290 / 1500                      | 198A3000  |                 | 190          | 2009 −  |